# Schwarzenburg
Schwarzenburg é uma comuna da Suíça, situada no distrito administrativo de Berna-Mittelland, no cantão de Berna. Tem 44,88 km² de área e sua população em 2018 foi estimada em 6.829 habitantes.
Foi criada em 1 de janeiro de 2011, a partir da fusão das antigas comunas de Wahlern e Albligen.